# RAF Coltishall
RAF Coltishall is een voormalige militaire vliegbasis van de Royal Air Force in het Engelse graafschap Norfolk. De basis ligt op ongeveer 15 km noord-noord-oost van Norwich, grotendeels op het grondgebied van Scottow. Ze was in gebruik van 1939 tot 2006.

## Geschiedenis
De basis werd gebouwd in 1939 en heette aanvankelijk Scottow Aerodrome. Nadien kreeg ze de naam van het nabijgelegen dorp Coltishall. In mei 1940 werd ze in dienst genomen als een basis van gevechtsvliegtuigen, die onder meer deelnamen aan de Battle of Britain. Op het einde van de Tweede Wereldoorlog werden er enkele Poolse eskaders gestationeerd.
Na de oorlog bleef RAF Coltishall de thuisbasis van gevechtsvliegtuigen, waaronder de Havilland Mosquito, Gloster Javelin, English Electric Lightning en de Frans-Britse Sepecat Jaguar, die in 1974 de Lightning verving. Jaguars van RAF Coltishall namen deel aan onder meer de Golfoorlog in 1991 en Operation Deny Flight van de NAVO in Bosnië-Herzegovina (1993-1995).
RAF Coltishall bleef een Jaguar-basis tot de sluiting op 30 november 2006. Voor de vervanger van de Jaguar, de Eurofighter Typhoon, werd het vliegveld niet meer weerhouden.
In het centrum van het wooncomplex van RAF Coltishall is daarna een nieuwe mannengevangenis opgericht, HMP Bure, die in 2009 in gebruik werd genomen.
De Norfolk County Council kocht het vliegveld in 2013 voor 4 miljoen pond. De eerste fase van de ontwikkeling van het terrein was de aanleg van een groot zonnestroompark langs weerszijden van de vroegere landingsbaan in 2015, met een nominaal vermogen van 32 MW.